# Ctenosia inornata
Ctenosia inornata är en fjärilsart som beskrevs av Alfred Ernest Wileman. Ctenosia inornata ingår i släktet Ctenosia och familjen björnspinnare. Inga underarter finns listade i Catalogue of Life.